# Adolfo Giuriato
Adolfo Giuriato (Vicenza, 12 ottobre 1881 – Vicenza, 1º settembre 1945) è stato un poeta italiano.
Fu uno dei maggiori poeti dialettali vicentini, anche se scrisse in lingua italiana come narratore, drammaturgo, giornalista, traduttore e conferenziere.

## Biografia

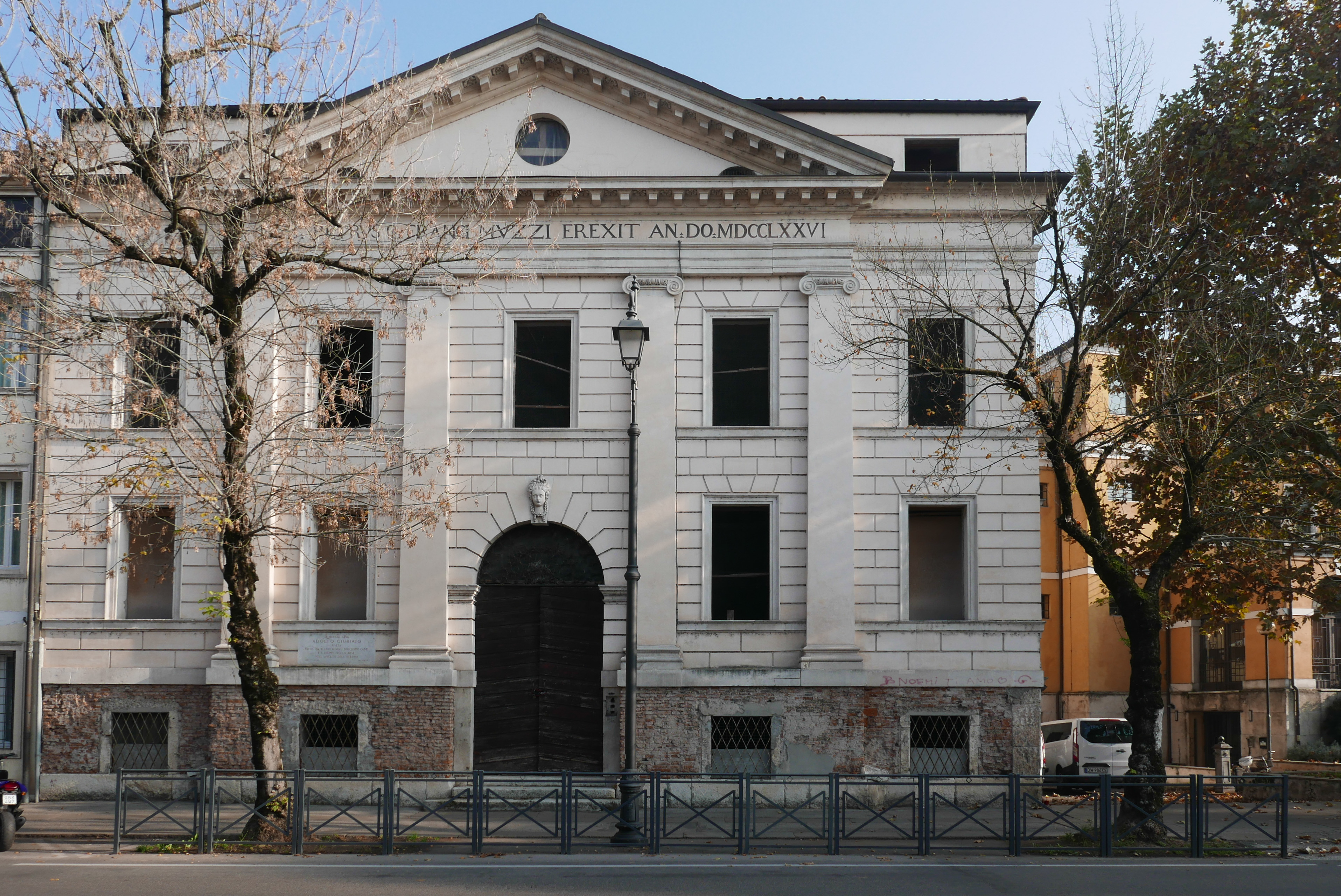
Palazzo Muzzi in piazza Matteotti a Vicenza, dove abitò Adolfo Giuriato

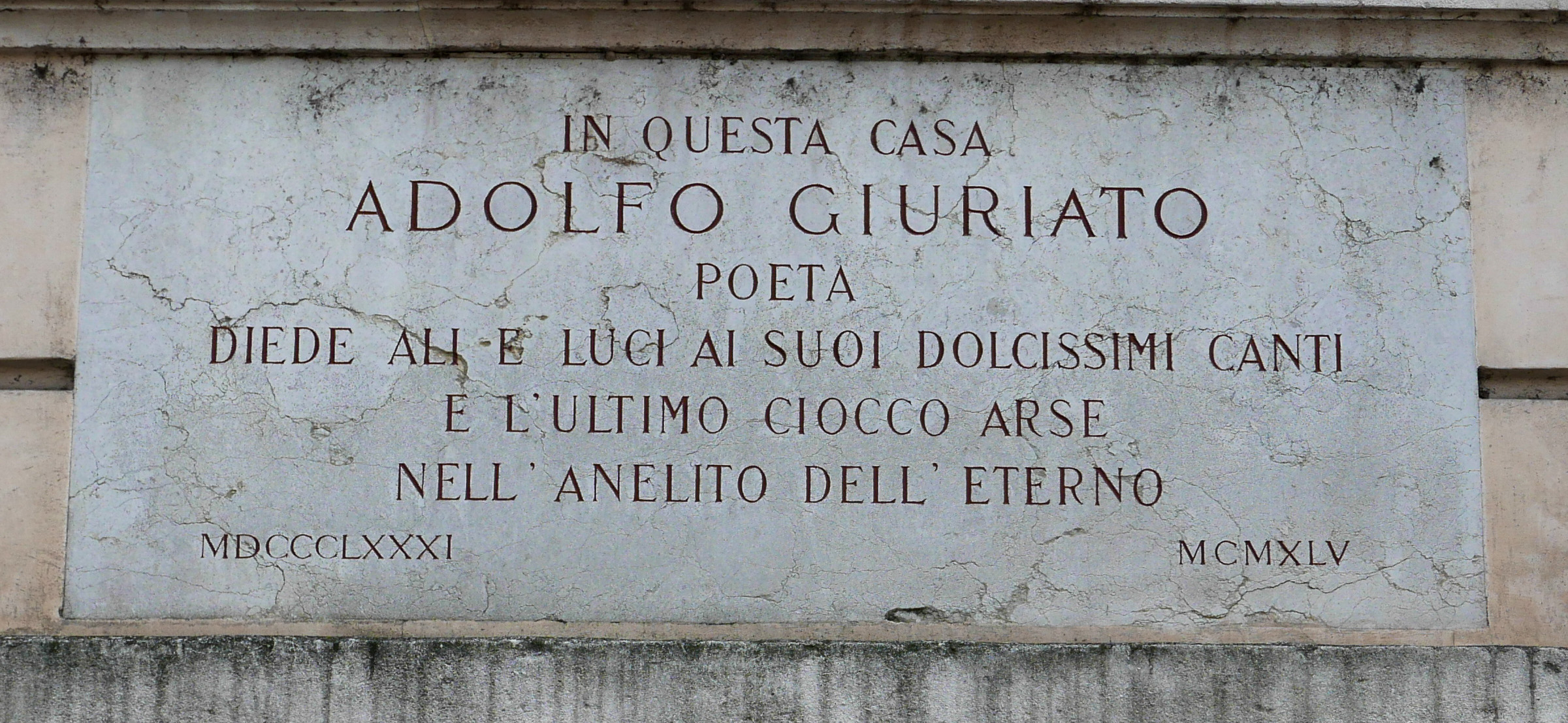
Targa commemorativa su Palazzo Muzzi

Nacque in una modesta famiglia di lavoratori - il padre era tipografo - al tempo in cui Vicenza si stava industrializzando e, dal punto di vista politico e sociale, era scossa da controversie tra borghesia liberale, cattolici intransigenti e socialisti. Poté continuare la sua formazione fino agli studi universitari, che però dovette presto interrompere per sopravvenute necessità familiari. Ebbe forti vincoli d'amicizia con Luigi Faccio, sindaco del primo dopoguerra, che lo introdusse alle tematiche del socialismo. 
Impiegato comunale e fervente socialista, ricoprì incarichi anche elettivi in Comune e in organizzazioni cittadine, quali la “Scuola libera popolare” e la "Società Generale di Mutuo Soccorso", di cui fu per un certo tempo il segretario. Nel 1920 partecipò attivamente alle dispute tra riformisti e massimalisti - che si conclusero con la scissione del partito comunista nel 1921 - in favore dei primi, anche attraverso i suoi scritti sul giornale "El visentin" di cui fu per molti anni attivo collaboratore.
Nello stesso anno, capolista per i socialisti alle elezioni amministrative, fu il candidato più eletto, anche se poi cedette a Luigi Faccio il posto di sindaco. Quando la giunta socialista venne sciolta dai fascisti tornò a lavorare alla Società di Mutuo Soccorso degli Artigiani, ove rimase fino al 1925, quando anche questa istituzione venne sciolta dal regime. Durante il ventennio collaborò alla rivista "Vicenza".
Come poeta espresse "un amore profondo e delicato verso la sua Vicenza e la cantò con versi semplici e suggestivi, ora briosi, ora velati di malinconia, esaltandola nella serenità dei suoi colli e nella bellezza dei suoi monumenti, ma soprattutto nel carattere della sua gente della quale egli, figlio del popolo, seppe interpretare ed esprimere con semplicità qualità e sentimenti, aspirazioni e bisogni". È quindi considerato uno dei maggiori poeti dialettali vicentini - fu chiamato il "Barbarani vicentino" per analogia con il coetaneo poeta veronese - ma scrisse anche molto in lingua italiana, sia in versi che in prosa.
Lasciò una copiosa produzione di articoli, novelle, racconti sparsi in riviste e giornali, su Vicenza e la sua storia, il costume e le tradizioni, "redatti con quello stile signorile che è proprio alle menti colte e con quel calore caratteristico delle persone innamorate di ciò che scrivono".
Nel 1940 redasse il suo testamento spirituale, dove tra l'altro scrisse: “Sarò grato a coloro che per ricordarmi faranno offerte pro restauri alla chiesa di Sant'Agostino... Il mio trasporto funebre dovrà avvenire con il carro di ultima classe, di buon mattino, quando suonano le campane della Basilica di Monte Berico senza alcun accompagnamento di persone…”.
Nel 1945 scrisse Le faville dell'ultimo ciocco: versi, "l'opera più significativa, se non della sua arte, certo del suo sentimento".
Al termine del breve viale di cipressi che dalla strada di Sant'Agostino conduce alla chiesa, è stata posta una stele marmorea con busto in rilievo del poeta  - opera dello scultore Zanetti - per ricordarlo nell'ambiente suggestivo e tanto congeniale al suo carattere, dov'egli spesso si rifugiava per cercare, nel silenzio del luogo, l'ispirazione per la sua poesia.
Nel 1956 il consiglio comunale ha intitolato al poeta una strada nel quartiere di San Pio X.

## Opere
- Meteore: novella, Vicenza, Stab. Fabris, 1904
- Ariete visentine: rime, Vicenza, Fratelli Pastorio tipografi editori, 1905
- Canzoniere vicentino, Vicenza, 1919
- Ortighe e papaveri: strambotti in dialetto vicentino, Vicenza, La Cartolibraria, 1920
- Vicenza mia, Vicenza, Arti grafiche G. Rossi e C., 1924
- Le vilote del bachiglion: versi, Vicenza, Tip. G. Peronato, 1926
- Fuor della siepe: versi, Vicenza, Tip. G. Peronato, 1928
- Le Gialde, Vicenza, Tip. G. Peronato, 1928
- Le musiche del vespro: versi in vicentino preludio di Arturo Rossato, Vicenza, Tip. G. Peronato, 1928
- La festa de la zeriola: bagoleto in un atto in versi vicentini, Vicenza, Tip. G. Peronato, 1930
- Pergole e cipressi: versi in vicentino, Tip. G. Peronato, 1932
- Pagine vicentine, Vicenza, 1933
- Frate Francesco, sonetto, 1935
- Le faville dell'ultimo ciocco: versi, Bergamo, Edizioni orobiche, 1945